# Kàmensk-Xàkhtinski
Kàmensk-Xàkhtinski - Каменск-Шахтинский (rus) - és una ciutat de Rússia que es troba a l'óblast de Rostov. Es troba a la vora del riu Donets, a 127 km al nord de Rostov del Don, la capital de la província.